# Marisa Madieri
Marisa Madieri (ur. 8 maja 1938 w Fiume, zm. 9 sierpnia 1996 w Trieście) – włoska pisarka.
Po II wojnie światowej, kiedy część północno-wschodnich terytoriów Włoch przeszły na granice Jugosławii, wyemigrowała wraz z rodziną do Triestu, gdzie żyła do śmierci. Jako początkująca dopiero pisarka, w 1964 poznała i poślubiła pisarza Claudio Magrisa.